# دانيال توش
دانيال توش دوايت (بالإنجليزية: Daniel Dwight Tosh) مواليد (29 مايو، 1975) ممثل كوميدي، مقدم برامج، كاتب سيناريو ومنتج تلفزيوني. إشتهر بأداءه الكوميدي الذي غالباً مايكون عدائياً مبني على نهج الكوميديا السوداء، وتقديمه برنامج «توش.0» الذي يعرض على قناة كوميدي سنترال منذ عام 2009.

## نشأته
ولد دانيال عام 1975 في بوبارد، راينلند بالاتينات، المانيا الغربية، وتربى في مدينة تيتوسفيل، فلوريدا. بعد تخرجه من مدرسة أسترونات هاي الثانوية عام 1993، إرتاد دانيال جامعة وسط فلوريدا وتخرج عام 1996 وحصل على شهادة في مجال التسويق.

## أعمال تلفزيونية وسينمائية

### أعمال تلفزيونية
- 1998: للضحك فقط
- 2002-2001: العرض المتأخر مع ديفيد ليترمان
- 2003: جيمي كيمل لايف!
- 2004: بانكد
- 2009: توش.0

### أعمال سينمائية
- 2008: غورو الحب

## وصلات خارجية
- الموقع الرسمي
- دانيال توش على موقع IMDb (الإنجليزية)
- دانيال توش على موقع ألو سيني (الفرنسية)
- دانيال توش على موقع ميوزك برينز (الإنجليزية)
- دانيال توش على موقع أول موفي (الإنجليزية)
- دانيال توش على موقع إن إن دي بي (الإنجليزية)
- دانيال توش على موقع أول ميوزيك (الإنجليزية)
- دانيال توش على موقع ديسكوغز (الإنجليزية)
- دانيال توش على موقع قاعدة بيانات الفيلم (الإنجليزية)
- دانيال توش على موقع كينوبويسك (الروسية)